# 1,2,4-trimetilbenceno
El 1,2,4-trimetilbenceno, también conocido como pseudocumeno, es un compuesto orgánico con la fórmula química C6H3(CH3)3. Clasificado como un hidrocarburo aromático, es un líquido incoloro inflamable con un fuerte olor. Es casi insoluble en agua pero soluble en disolventes orgánicos. Se encuentra principalmente de forma natural en el alquitrán de hulla y el petróleo (alrededor del 3%), pero también se encuentra en el aceite de nuez negra, en las hojas del árbol de curry y en el maíz. También se ha identificado como agente aromatizante en el café. Es uno de los tres isómeros del trimetilbenceno.

## Historia
En 1849, Charles Blachford Mansfield rectificó el alquitrán de hulla e identificó fracciones que, según su hipótesis, eran cumol y cimol. La última fracción hirvió ligeramente por encima de 170 °C y tuvo una densidad específica de 0,857.
En 1862, Warren de la Rue y Hugo Müller (1833-1915) propusieron el término pseudocumol para las fracciones más pesadas que el xilol.
Cuando tres años más tarde el químico estadounidense Cyrus Warren (1824-1891) intentó reproducir los resultados de Mansfield, determinó que el aceite que hierve a 170° tiene la misma fórmula que el cumol, no el cimol, y sugirió llamarlo isocumol.
La estructura del compuesto fue determinada por Th. Ernst y Rudolph Fittig, quienes lo prepararon por primera vez a partir de bromoxileno y yodometano en 1866 mediante una reacción de Wurtz-Fittig desarrollada dos años antes.
Al año siguiente, Fittig y su equipo adoptaron la terminología pseudocumol, en 1869 Fittig y B. Wackenroder demostraron que la fracción es una mezcla de mesitileno con otro trimetilbenceno, para lo cual se conservó el nombre de pseudocumol, y en 1886 Oscar Jacobsen demostró que el 1,2,3-trimetilbenceno que descubrió anteriormente también está presente.

## Producción
Industrialmente, se aísla de la fracción de hidrocarburos aromáticos C9 durante la destilación del petróleo. Aproximadamente el 40% de esta fracción es 1,2,4-trimetilbenceno. También se genera por metilación de tolueno y xilenos y por la desproporción de xileno sobre catalizadores de aluminosilicato.

## Usos
El pseudocumeno es un precursor del anhídrido melítico, a partir del cual se fabrican polímeros de alto rendimiento. También se utiliza como agente esterilizante y en la fabricación de tintes, perfumes y resinas. Otro uso es como agente antidetonante, ya que sus números de octano en investigación y en motores están muy por encima de 100.
En el combustible para automóviles es un aditivo menor, y su participación en la gasolina estadounidense aumentó del 0,03-0,5% a principios de los años 1990 al 1,1-2,6% en 2011. Puede ser un componente importante de algunas formulaciones de avgas.

### Centelleador
El 1,2,4-trimetilbenceno disuelto en aceite mineral se utiliza como centelleador líquido en experimentos de física de partículas como NOνA y Borexino .